# Рощино (Гур'євський міський округ)
Рощино (рос. Рощино) — селище Гур'євського міського округу, Калінінградської області Росії. Входить до складу Луговського сільського поселення.
Населення —  189 осіб (2015 рік). 

## Населення
| 2002 | 2010 |
| ---- | ---- |
| 133  | ↗189 |